# ذا سيمز 3: لايت نايت
ذا سيمز 3: لايت نايت (بالإنجليزية: The Sims 3: Late Night)‏ هي لعبة فيديو وثالث توسعة للعبة ذي سيمز 3 أنتجت في سنة 2010، هذه اللعبة مشابهة للعبة ذا سيمز 2: نايت لايف وذا سيمز: هوت ديت وذا أوربز: سيمز إن ذا سيتي. تم وضع مدينة جديدة في اللعبة باسم بريدجبورت والمبنية على مدينة سان فرانسيسكو.